# Queiró
Queiró é uma elevação portuguesa localizada no concelho da Madalena, ilha do Pico, arquipélago dos Açores.
Este acidente geológico tem o seu ponto mais elevado a 1487 metros de altitude acima do nível do mar.
Esta elevação, dada a sua altitude encontra-se entre a mais elevadas montanhas da ilha do Pico, tendo um desnível extremamente acidentado até ao mar. Encontra-se nas proximidades a localidade de São Caetano, da elevação da Lomba de São Mateus, do Cabeço do Forcado e do Cabeço do João Duarte. Nas Suas encostas tem origem a Ribeira Grande e a Ribeira Nova.